# Amt Premnitz
Das Amt Premnitz mit Sitz in der Stadt Premnitz war ein  von 1992 bis 2003 existierendes Amt zunächst im Kreis Rathenow, ab 1993 im Landkreis Havelland (Brandenburg), in dem zwei Gemeinden und die Stadt Premnitz zu einem Verwaltungsverbund zusammengeschlossen waren. Im Zuge der Gemeindereform wurden die amtsangehörigen Gemeinden 2002 und 2003 in die Stadt Premnitz eingegliedert und das Amt 2003 aufgelöst.

## Geographie
Das Amt Premnitz lag im südöstlichen Teil des damaligen Kreises Rathenow. Es grenzte im Norden an das Amt Rathenow, im Osten an das Amt Nennhausen und das Amt Beetzsee, im und Westen Süden an das Amt Milow.

## Geschichte
Am 13. Juli 1992 erteilte der Minister des Innern des Landes Brandenburg seine Zustimmung zur Bildung des Amtes Premnitz. Als Zeitpunkt des Zustandekommens des Amtes wurde der 21. Juli 1992 festgelegt. Die Zustimmung war zunächst bis zum 21. Juli 1994 befristet. Das Amt hatte seinen Sitz in der Stadt Premnitz und bestand aus drei Gemeinden im damaligen Kreis Rathenow:
1. Döberitz
2. Mögelin und der Stadt
3. Premnitz

Die Befristung wurde ab dem 11. Juli 1994 aufgehoben. Zum 31. Dezember 2002 wurde Mögelin in die Stadt Premnitz eingegliedert. Zum 26. Oktober 2003 wurde die Gemeinde Döberitz per Gesetz in die Stadt Premnitz eingegliedert. Das Amt Premnitz wurde aufgelöst, die Stadt Premnitz wurde amtsfrei. Die Gemeinde Döberitz legte Kommunalverfassungsbeschwerde beim Verfassungsgericht des Landes Brandenburg gegen die Eingemeindung in die Stadt Premnitz ein, die aber wird „teils verworfen, im übrigen zurückgewiesen“ wurde.
| Jahr      | 1992  | 1993  | 1994  | 1995  | 1996  | 1997  | 1998  | 1999  | 2000  | 2001  | 2002  |
| Einwohner | 12272 | 12095 | 12020 | 11945 | 11698 | 11464 | 11376 | 11244 | 11018 | 10828 | 10486 |

## Amtsdirektor
Letzter Amtsdirektor und zugleich Bürgermeister von Premnitz war Roy Wallenta; er wurde nach Auflösung des Amtes Premnitz wieder zum Bürgermeister der Stadt Premnitz gewählt.

## Belege
1. ↑  Bildung der Ämter Gartz/Oder, Bad Liebenwerda, Mühlberg/Elbe, Plessa, Märkische Schweiz, Premnitz, Rüdersdorf, Scharmützelsee, Steinhöfel/Heinersdorf Elsterland, Kleine Elster und Falkenberg Uebigau. Bekanntmachung des Ministers des Innern vom 21. Juli 1992. Amtsblatt für Brandenburg - Gemeinsames Ministerialblatt für das Land Brandenburg, 3. Jahrgang, Nummer 54, 31. Juli 1992, S. 970/1.
2. ↑  Aufhebung der Befristung von Ämtern. Bekanntmachung des Ministers des Innern vom 20. September 1994. Amtsblatt für Brandenburg - Gemeinsames Ministerialblatt für das Land Brandenburg, 5. Jahrgang, Nummer 71, 7. Oktober 1994, S. 1446.
3. ↑  Eingliederung der Gemeinde Mögelin in die Stadt Premnitz. Mitteilung des Ministeriums des Innern vom 30. April 2002. Amtsblatt für Brandenburg - Gemeinsames Ministerialblatt für das Land Brandenburg, 13. Jahrgang, Nummer 20, 15. Mai 2002, S. 519
4. ↑  Viertes Gesetz zur landesweiten Gemeindegebietsreform betreffend die Landkreise Havelland, Potsdam-Mittelmark, Teltow-Fläming (4.GemGebRefGBbg)  vom 24. März 2003. Gesetz- und Verordnungsblatt für das Land Brandenburg, I (Gesetze), 2003, Nr. 05, S. 73
5. ↑  Kommunalverfassungsbeschwerde der Gemeinde Döberitz (Amt Premnitz) gegen ihre Eingemeindung in die Stadt Premnitz: VerfGBbg, Beschluss vom 18.11.2004 - VfGBbg 237/03 -, www.verfassungsgericht.brandenburg.de
6. ↑  Beitrag zur Statistik Landesbetrieb für Datenverarbeitung und Statistik Historisches Gemeindeverzeichnis des Landes Brandenburg 1875 bis 2005 19.5 Landkreis Havelland PDF